# Peer Koopmeiners
Peer Koopmeiners (* 4. Mai 2000 in Amsterdam) ist ein niederländischer Fußballspieler. Er steht derzeit bei AZ Alkmaar unter Vertrag.

## Karriere

### Verein
Koopmeiners, der in Amsterdam geboren wurde, begann mit dem Fußballspielen bei Vitesse ’22, einem Amateurverein aus der Gemeinde Castricum in der Provinz Noord-Holland. Später wechselte er in die Fußballakademie von AZ Alkmaar aus dem nahegelegenen Alkmaar und durchlief sämtliche Nachwuchsmannschaften des Vereins aus der Zaanstreek. Es ist bekannt, dass Koopmeiners für die B-Jugend 14 Pflichtspiele absolvierte und dabei vier Tore erzielte sowie eine Torvorlage gab. Für die A-Jugend des AZ Alkmaar spielte er in 43 Pflichtspielen und schoss dabei ebenfalls vier Tore, zudem gab er zwei Torvorlagen. Das erste Pflichtspiel von Koopmeiners im Erwachsenenfußball war die 0:1-Niederlage der Reserveelf von AZ Alkmaar am 12. Januar 2018 im Auswärtsspiel gegen den RKC Waalwijk in der Keuken Kampioen Divisie, der zweiten niederländischen Liga. In den Saisons 2019/20 und 2020/21 gelang ihm der Durchbruch, wobei es in der Saison 19/20 es in der Rückrunde aufgrund der COVID-19-Pandemie zu einem Saisonabbruch kam. Damals wurde er abwechselnd als defensiver Mittelfeldspieler und als Innenverteidiger eingesetzt. In der Saison 20/21 wurde Koopmeiners zudem auch als zentraler Mittelfeldspieler eingesetzt. Am 13. Dezember 2020 stand er beim 3:1-Sieg beim FC Twente Enschede in der Eredivisie erstmals im Spieltagskader der ersten Mannschaft, kam allerdings nicht zum Einsatz.
Im Januar 2023 wurde er bis zum Saisonende an den Ligakonkurrenten Excelsior Rotterdam verliehen. Im Sommer kehrte er zunächst nach Alkmaar zurück, ehe er für die Saison 2023/24 an den Eredivisie-Aufsteiger Almere City verliehen wurde.

### Nationalmannschaft
Koopmeiners absolvierte mindestens ein Spiel für die niederländische U16-Nationalmannschaft. Von 2018 bis 2019 spielte er für die U19-Nationalmannschaft der Niederlande.

## Familie
Peer Koopmeiners’ älterer Bruder Teun ist ebenfalls Fußballprofi und niederländischer Nationalspieler.